# Ali Mechmedow
Ali Mechmedow (bg. Али Мехмедов; ur. 22 września 1953) – bułgarski zapaśnik walczący w stylu wolnym. Wicemistrz świata w 1982. Złoty medalista mistrzostw Europy w 1981 i 1983 roku.